# Psyktér

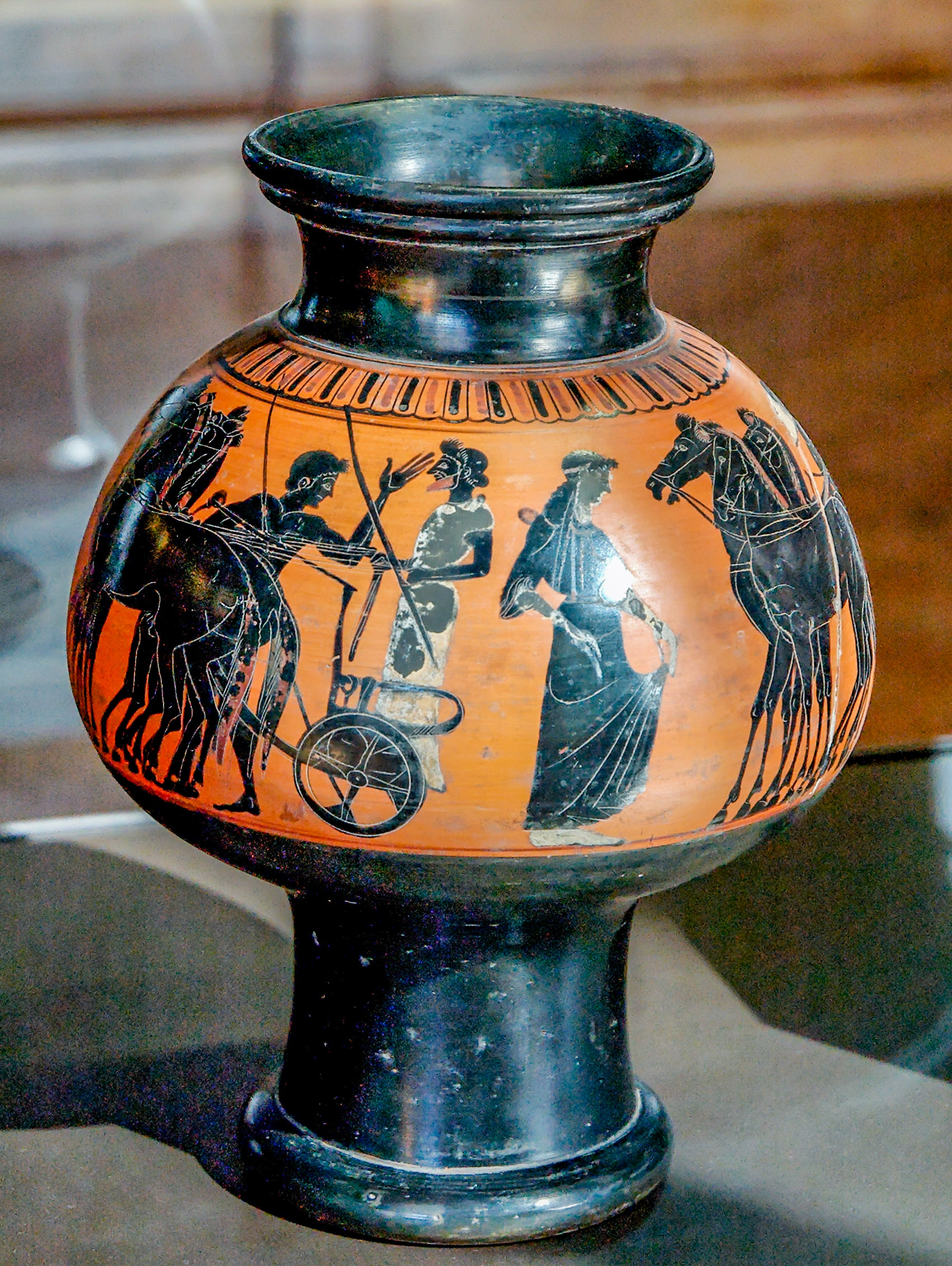
Attický černofigurový psyktér s odchodem válečníka do války - 525 - 500 př. n. l.

Psyktér (z řečtiny ψυκτήρ, plurál psyktéroi; odvozeno od slova „psýchó“ – chladím) je starověká řecká nádoba se širokým tělem, vyšší nožkou a dvěma uchy, které se používalo ke chlazení vína ledem nebo sněhem. Býval umisťován během symposií do krátérů, přičemž rozšířená dolní část bránila jeho převrácení. Vyskytoval se jen zřídka, pouze od konce 6. století př. n. l. do poloviny 5. století př. n. l.. Podobnou funkci plnily rovněž amfory s dvojitými stěnami.